# Barghawata
Barghawata o Berghawata fue un antiguo emirato bereber que fue fundado en el año 744 d. C. en la región de Tamesna (Marruecos) tras la gran revuelta bereber del año 740-743 d. C. Su segundo rey, Salih ibn Tarif, se proclamó profeta, y fundó una religión a que se adhirieron los bereberes barghwatíes, que fueron acusados de herejía por las otras dinastías vecinas, pues su doctrina combinaba el islam con las creencias bereberes locales. El emirato tuvo que afrontar los ataques de idrisíes, fatimíes, ziríes y almorávides, pero sucumbió finalmente ante los ejércitos almohades del califa Abdelmumín en el año 1149.